# Iglesia del santo profeta Elías Marićka
La Iglesia del santo profeta Elías Marićka (en serbio: Crkva Svetoga Proroka Ilije Marićka, serbio cirílico: Црква Светога Пророка Илије Марићка) es una iglesia de culto ortodoxo situada en pueblo Marićka en la ciudad de Prijedor, en República Srpska. Es uno de los lugares de culto más importantes del país. Construida entre 1860 y 1870, es habitualmente conocida como Crkva brvnara (iglesia de madera) entre los habitantes.
- Datos: Q25463814
- Multimedia: Crkva brvnara (Marićka) / Q25463814

1. ↑  «Vieja iglesia de madera cerca de Banja Luka, República Srpska, Bosnia». 123RF. Consultado el 11 de febrero de 2021.